# Michele Venitucci
Michele Venitucci (Bari, 4 settembre 1974) è un attore italiano.

## Biografia
Nato a Bari, si è poi trasferito a Roma per frequentare la scuola "Ribalte" diretta da Enzo Garinei. Sul grande schermo debutta nel 2000 con il film Tutto l'amore che c'è del regista pugliese Sergio Rubini, che lo dirige anche nel film del 2002, L'anima gemella. Nel 2007 ritorna sul grande schermo con Fuori dalle corde, che gli vale il pardo d'argento come miglior attore protagonista al festival di Locarno. L'anno successivo continua con il cinema d'autore in Aspettando il sole, regia di Ago Panini, Il seme della discordia, regia di Pappi Corsicato, Italian Movies, regia di Matteo Pellegrini, La rivincita, regia di Leo Muscato.
Inizia anche ad avere collaborazioni con diverse produzioni straniere. Recita in A Woman di Giada Colagrande con Willem Dafoe, Road 47 di Vicente Ferraz, Rocco tiene tu nombre di Angelo Orlando - con cui vince come miglior attore al Praga film festival -, Tulipani - Amore, onore e una bicicletta di Mike van Diem e Food Club di Barbara Topsøe Rothenborg.
Diventa noto anche sul piccolo schermo per la partecipazione alla serie televisiva di Canale 5, R.I.S. 3 - Delitti imperfetti, dove dal 2007 al 2009 interpreta il ruolo del tenente Giovanni Rinaldi. Tra gli altri suoi lavori per la televisione ricordiamo le serie tv Diritto di difesa (2004), in onda su Rai 2, e Codice rosso, su Canale 5. In Rai ritorna con il ruolo di Stefano Valenti nella nona stagione di Un medico in famiglia e con il film tv di Fabrizio Costa Non ho niente da perdere. Lavora anche sulla piattaforma Sky con la miniserie Moana.  Il cinema indi resta la sua passione e il suo impegno primario con oltre 25 film all’attivo.
In teatro ha recitato in Morte di un commesso viaggiatore di Arthur Miller, per la regia di Leo Muscato con Alessandro Haber.

## Filmografia

### Cinema[2]
- Tutto l'amore che c'è, regia di Sergio Rubini (2000)
- Hotel Dajti, regia di Carmine Fornari (2001)
- L'anima gemella, regia di Sergio Rubini (2002)
- Fuori dalle corde, regia di Fulvio Bernasconi (2007)
- Il seme della discordia, regia di Pappi Corsicato (2008)
- Aspettando il sole, regia di Ago Panini (2009)
- Una donna - A Woman, regia di Giada Colagrande (2010)
- Italian Movies, regia di Matteo Pellegrini (2012)
- Si può fare l'amore vestiti?, regia di Donato Ursitti (2012)
- Breve storia di lunghi tradimenti, regia di Davide Marengo (2012)
- Rocco tiene tu nombre, regia di Angelo Orlando (2013)
- Seven little Killers, regia di Matteo Andreolli (2014)
- Road 47 (A Estrada 47), regia di Vicente Ferraz (2014)
- De l'autre côtè de la mer, regia di Pierre Maillard (2014)
- Io che amo solo te, regia di Marco Ponti (2015)
- Il giorno più bello, regia di Vito Palmieri (2016)
- Tulipani - Amore, onore e una bicicletta (Tulipani: Liefde, eer en een fiets), regia di Mike van Diem (2017)
- La casa di famiglia, regia di Augusto Fornari (2017)
- Wine to Love - I colori dell'amore, regia di Domenico Fortunato (2018)
- Food Club, regia di Barbara Rothenborg (2020)
- La rivincita , regia di Leo Muscato (2020)
- Istmo, regia di Carlo Fenizi (2020)
- Free - Liberi, regia di Fabrizio Maria Cortese (2021)
- W Muozzart, regia di Sebastiano Rizzo (2025)

### Televisione
- Ama il tuo nemico 2 – miniserie TV (2001)
- Diritto di difesa – serie TV (2004)
- Codice rosso – serie TV (2006)
- R.I.S. - Delitti imperfetti – serie TV, 27 episodi (2007-2008)
- Moana – miniserie TV (2009)
- Un medico in famiglia, stagione 9 – serie TV (2014)
- Non ho niente da perdere – film TV (2018)
- Fino all'ultimo battito – serie TV, 11 episodi (2021)
- Il metodo Fenoglio - L'estate fredda – serie TV, 8 episodi (2023)
- Napoli milionaria! - film TV (2023)
- Il vicino tranquillo - film TV (2023)

### Cortometraggi
- Il sorriso di Diana, regia di Luca Lucini (2002)
- Novembre - Le giornate di Trieste, regia di Alberto Guiducci (2005)
- Goal, regia di Fulvio Bernasconi (2012)
- L'ombra di Caino, regia di Antonio De Palo (2015)

## Teatro
- Porta chiusa, regia di G. Argirò
- Saggio su Garcia Lorca, regia di Fioretta Mari
- Storia d'amore e di gelosia, regia di A. Vasco
- Dracula, regia di Kimset
- L'ultima notte di Federico, regia di A. Vasco
- Morte di un commesso viaggiatore, regia Leo Muscato

## Riconoscimenti
- Vincitore del Pardo d'oro come miglior attore al Festival del film Locarno 2007 ex aequo con Michel Piccoli per il film Fuori dalle corde[3].
- Linea d'ombra 2008.
- Praga film festival: migliore attore per il film Rocco tiene tu nombre[4].